# Souanké
Souanké est une ville du Nord-Ouest de la République du Congo, situé dans la région de la Sangha, à proximité immédiate de la frontière camerounaise, et chef-lieu du district du même nom. Elle est desservie par un aérodrome.